# جان ماری (نقاش)

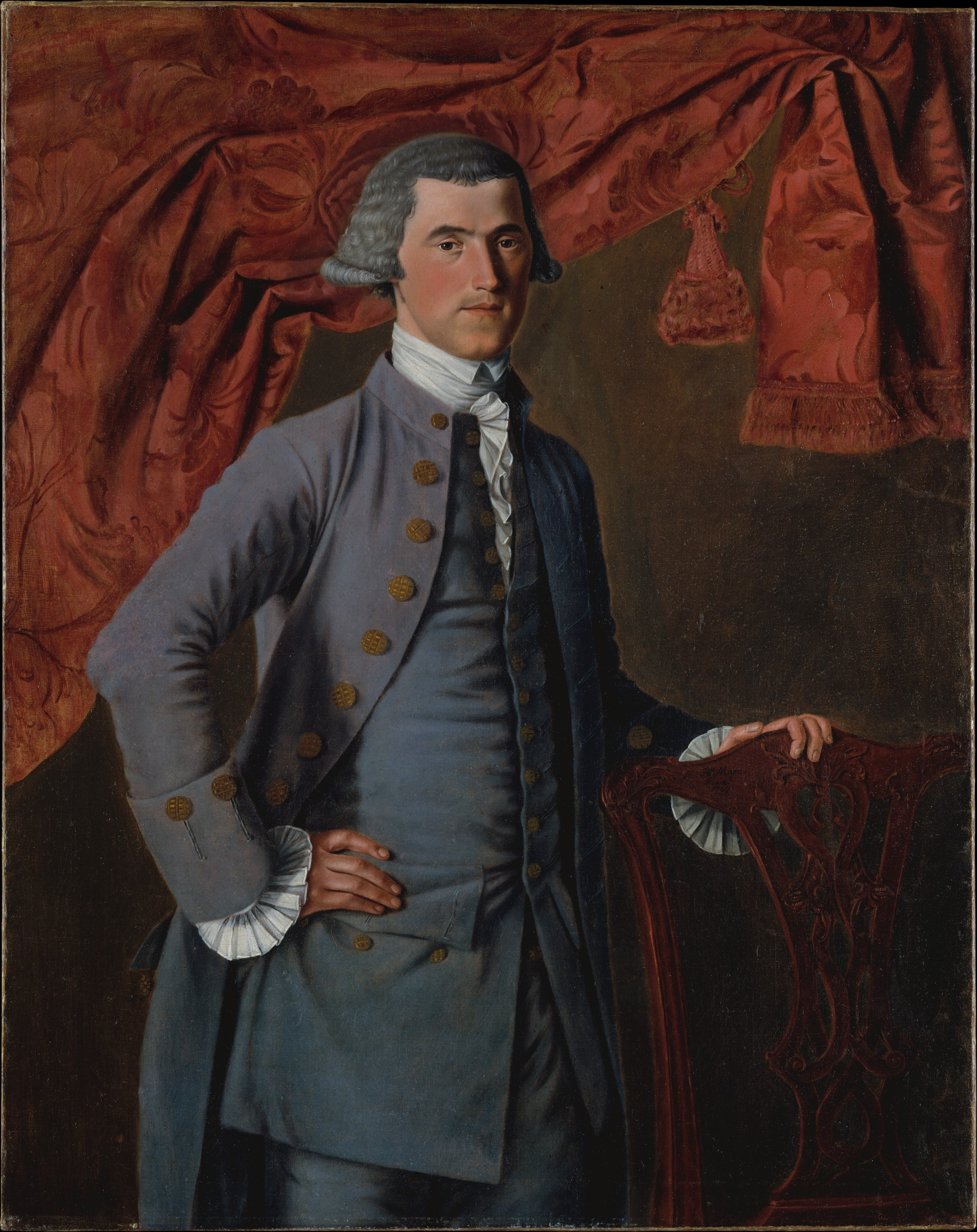
جرمیا پلت اثر جان میر، در کلکسیون موزه متروپولیتن هنر

جان ماری جونیور (.John Mare, Jr) (زادهٔ نیویورک، ۱۷۳۹- درگذشتهٔ ادنتون، کارولینای شمالی میان ژوئن ۱۸۰۲ و آوریل ۱۸۰۳)، نقاش، تاجر و شخصیت عمومی آمریکایی بود.

## زندگی
جان ماری، در شهر نیویورک متولد شد، پسر جان ماری از دوونشایر و ماری بس ماری، که احتمال می‌رود اصالتی هلندی داشته باشد. خواهرش ماری، همسر نقاش، ویلیام ویلیامز بود که ممکن است به جان ماری آموزش داده باشد، هرچند که هیچ چیزی از آموزش او به عنوان یک هنرمند یا تحصیلاتش معلوم نیست. پدر او در گزارش‌ها مختلف به عنوان یک دریانورد و کارگر توصیف شده‌است و به احتمال بی‌سواد بوده‌است.
سوابق جان ماری در آلبانی، نیویورک پس از ۱۷۵۹ ثبت شده‌است؛ در آن سال او با همسرش آن موریس به شهر نقل مکان کرد و پسرش در ۱۷۶۰ در آنجا غسل تعمید داده شد. به نظر می‌رسد همسر و پسر او زود ماریده‌اند زیرا در وصیت‌نامهٔ جان ماری پدر در تاریخ ۱۷۶۱، هیچ نامی از آن‌ها وجود ندارد. گمان می‌رود در همان سال ماری به شهر نیویورک بازگشته باشد، زیرا در وصیت‌نامه هیچ اشاره‌ای به اقامت در آلبانی هم نشده‌است. اولین اشاره مستقیم به حرفهٔ ماری در ۱۷۶۵ صورت گرفته‌است؛ در اول اکتبر همان سال با دریافت آزادی شهر (افتخاری است که توسط شهرداری به یکی از اعضای ارزشمند جامعه، یا به یک فرد مشهور یا شخصیتی که از آن بازدید می‌کند، اعطا می‌شود) به نام و عنوان «جان ماری جونیور، طراح» در شهر نیویورک پذیرفته شد. شواهد نشان می‌دهد که او در حدود ۱۷۶۷ و دوباره در ۱۷۶۸ در بوستون بوده‌است، اما در ۱۷۷۲ به آلبانی بازگشته و به دنبال کار گشته‌است و ملک خود را در ۱۷۷۱ در خیابان مولبری برای پرداخت هزینهٔ سفر رهن داده‌است. در دو سال بعدی، گاهی به شهر نیویورک بازگشته و دو پرترهٔ آخر شناخته شدهٔ خود را در آنجا کشیده‌است.
باورها بر این است که ماری در ۱۷۷۸ به کارولینای شمالی نقل مکان کرده و آخرین حضور او، سال قبل از آن در نیویورک ثبت شده‌است. دلیل این حرکت مشخص نیست؛ هرچند، در حالی که ماری تقریباً تنها نقاش شهر نیویورک در بسیاری از کارهای اولیهٔ خود بود و فقط در حال رقابت بر روی سفارش گرفتن با لارنس کیلبرن بود، ورود جان دوراند و آبراهام دلانوی به صحنه، ممکن است تا حدودی بر تصمیم او تأثیر گذاشته باشد. در ادنتون او تاجر شد و به احتمال نقاشی را به یک باره، برای همیشه رها کرد. هنوز هیچ سابقه‌ای از هیچ اثر هنری ماری، در کارولینای شمالی یافت نشده‌است. در ۱۷۸۰ او در شرکت ماری اند کولی، شریک شد و یک شانزدهم منفعت خود را به قایق دو دکلی بادبانی آستریچ اختصاص داد. او برای حدود پانزده سال موفق بود، تجارت با هند غربی را آغاز کرد و در شهرستان‌های اطراف، دارایی به دست آورد. همچنین، او به داشتن برده نیز معروف است. با این حال، او در سال‌های آخر زندگی‌اش دچار مشکلات مالی شد و به نظر می‌رسد که دچار یک بیماری ناتوان‌کننده شده بود که ممکن است مانع از سر و سامان دادن به امورش شده باشد.
ماری از زمانی که به کارولینای شمالی نقل مکان کرد، از حامیان آرمان انقلابی بود و برای نیروهای ایالتی در طول جنگ تجهیزاتی را تأمین می-کرد. هنگامی که آلبمارل ساوند توسط بریتانیا مورد تهاجم قرار گرفت، او هزار پوند برای تلاش نیروها برای نبرد با بریتانیایی‌ها، کمک کرد. در ۱۷۸۰ کشتی فرآمارییکن که او مالک بخشی از آن بود، توسط بریتانیایی‌ها مصادره و ضرر مالی قابل توجهی به او وارد شد، در میان مسافران آن کشتی که به لندن منتقل شد، توماس وینز، نمایندهٔ آیندهٔ کنگره نیز حضور داشت.
ماری در ۱۷۸۴ زمانی که در کارولینای شمالی بود برای بار دوم، ازدواج کرد. همسر دوم او یک بیوه به نام ماریون بوید ولز بود. اطلاعات کمی در مورد ماریون وجود دارد، جز اینکه او و خواهرش لیدیا قطعنامه‌های ادنتون تی پارتی (اعتراضی سیاسی به قانون تحریم چای) را امضاء کرده بودند. او مدت‌ها قبل از ماری فوت کرد و دو دختر جوان به نام‌های ماری و الیزابت آن، برای او باقی گذاشت. جان ماری یکی از اعضای کلیسای سنت پل بود و امکان دارد در حیاط همان کلیسا به خاک سپرده شده باشد. تاریخ دقیق مرگ او مشخص نیست، زیرا هیچ گونه آگهی فوت، نه در مطبوعات و نه در اسناد فراماسونی آن دوران، پیدا نشده‌است. هنگام مرگش، تقریباً چیزی برای فرزندانش که توسط خانواده خالهٔ خود لیدیا پذیرفته شدند، باقی نگذاشت.
خواهرزادهٔ ماری، پسر ماری، نقاش، ویلیام جوزف ویلیامز بود.

### زندگی عمومی
ماری در ۱۷۸۶ به عنوان اولین رئیس پُست ادنتون خدمت کرد. او همچنین در بسیاری از مشاغل عمومی دیگر در شهرستان چوان خدمت کرد؛ از ۱۷۸۶ تا ۱۷۸۸ مسئول پزشکی قانونی شهرستان بود و همچنین در ۱۷۸۶ خزانه‌دار شهر ادنتون شد. او برای اولین بار در مارس ۱۷۸۵ برای خدمت در هیئت منصفه بزرگ فراخوانده شد. در ۱۷۸۹ او رئیس پلیس شهر شد و برای چند سال در هر دو سمت خدمت کرد. او در ۱۷۸۷ قاضی صلح شد و تا سال ۱۷۹۹ این سمت را برعهده داشت. اغلب او به عنوان مأمور رسیدگی حساب‌های قانونی در این مدت خدمت کرد.
فرماندار ساموئل جانستون در ۱۷۸۷، ماری را در شورای استانی کارولینای شمالی منصوب کرد. او سه دوره در شورا خدمت کرد و بازهم در ۱۷۸۹ نامزد شد. از آنجایی که جانستون نتوانست انتصاب مجدد خود را به عنوان فرماندار به دست بیاورد، ماری هم در این زمان، دوباره انتصاب پیدا نکرد. در همان سال ماری به عنوان نمایندهٔ ادنتون در مجمعی که در کارولینای شمالی، قانون اساسی ایالات متحده را تصویب کرد، انتخاب شد و به تصویب رأی داد.
ماری یک ماسون بود و معروف است که در جلسات ماسونی در آلبانی در ۱۷۷۲ شرکت می‌کرد. او بعدها عضویت خود را به لژ شمارهٔ ۲ سنت-جان (در حال حاضر لژ شمارهٔ ۱ سنت‌جان، A.Y.M) در شهر نیویورک منتقل کرد، قبل از اینکه در ۱۷۷۸ مجدد آن را این بار به لژ اونانمیتی در ادنتون، منتقل کند. او در ۱۷۷۹ استاد این لژ شد و به مدت بیست سال منبع اصلی آن باقی‌ماند. باورها بر این است که ماری در تهیهٔ پیش‌نویس نظام‌نامهٔ لژ بزرگ کارولینای شمالی، کمک کرده‌است. او در مجمع تاربرو که آن را در ۱۷۸۷ احیا کرد، ریاست کرد و هماریاه با استفان کاباروس به نمایندگی از ادنتون انتخاب شدند. همچنین او یکی از اعضای برجستهٔ کلیسای انگلیکن در شهرستان چوان بود.

## آثار
اطلاعات زیادی از آموزش جان ماری وجود ندارد، هرچند در پرتره‌های او برخی از ویژگی‌های آثار توماس مک‌ایلورث، نقاش نیویورک استعماری یافت می‌شود. اولین پرتره‌های باقی‌مانده از او که کمتر از یک دوجین تصویر شناخته شده‌است، پرتره‌ای ماریبوط به هنری لیوینگستون به تاریخ ۱۷۶۰؛ تابلویی از برادر هنری، رابرت که از نظر ظاهری مشابه است، بدون امضاء و بدون تاریخ که گمان می‌رود کار او باشد. باورها بر این است که هر دو اثر، کپی از آثار جان ولاستون هستند، همان‌طور که پرتره ماری از هنری لوید از بوستون، به تاریخ ۱۷۶۷، این چنین است. در ۱۷۶۶، شورای مشترک نیویورک، پرتره‌ای از جورج سوم را سفارش داد. پرتره‌ای از جان کتلتاس (در مجموعه انجمن تاریخی نیویورک) در ۱۷۶۷ که مگس روی دکمهٔ سرآستین او نشسته‌است که گویی جدا از سطح نقاشی قرار دارد. در ۱۷۶۸، دوباره در بوستون، جان ماری، جان توری را نقاشی کرد. گمان‌ها بر این است که او برادر توری ویلیام را نیز نقاشی کرده باشد و پرتره‌ای از جرارد بیکمن به تاریخ ۱۷۶۹ و یک پرترهٔ بدون تاریخ از یکی از اعضای ناشناس خانوادهٔ وردن ویلکوکز، توسط این هنرمند نقاشی شده باشد. در ۱۷۷۲، در طول اقامت موقت بازگشت خود، در آلبانی، ماری، جان جانسون را نقاشی کرد، پرتره‌ای که اماریوزه در تالار جانسون در جانستاون (یک شهر در شهرستان ایالت فولتون آمارییکا) آویزان شده‌است.
پرتره پاستلی ماری در موزه شلبرن نیز شناخته شده‌است. آن پرتره، جان سی کوونهوون را نمایش می‌دهد و تاریخ ۱۷۷۴ به روی آن ثبت شده‌است. همچنین پرتره‌ای از دکتر بنجامین یانگز پرایم به تاریخ همان سال است در حال حاضر در مجموعهٔ انجمن تاریخی نیویورک است؛ این دو، آخرین پرتره‌های تاریخی منسوب به جان ماری هستند و به نظر می‌رسد که او نقاشی کردن را در این نقطه، متوقف کرده‌است.
شناخته شده‌ترین اثر اماریوز جان ماری، پرترهٔ تاجر، جرمیا پلات است که در حال حاضر در مجموعه موزه هنر متروپولیتن نگهداری می‌شود؛ این اثر به صورت نازک رنگ شده‌است و هنرمند به جای استفاده از لعاب، رنگ‌دانه‌های ماریطوب را روی سطح نقاشی ترکیب کرده‌است تا بافت ایجاد کند، این پرتره به طول سه‌چهارم و شناخته شده با دست هنرمند و همچنین با توجه به اهمیتی که به صندلی‌ای که پلات به آن تکیه می‌دهد، داده شده‌است و پس‌زمینهٔ پارچه‌ای گل‌دار که به نظر می‌رسد؛ نقاش با قالب ناآشنا بوده و به این طریق جبران کرده‌است، یگانه است. این پرتره نشان از آگاهی جان ماری از سبک جان سینگلتون کوپلی دارد و به عنوان موفق‌ترین قطعهٔ شناخته شدهٔ جان ماری، در نظر گرفته می‌شود؛ در غیر این صورت، او را یک نقاش معمولی می‌دانند و سبک او را نیز «سخت و غیرماهرانه» توصیف کرده‌اند.